# بهمن فرسی
بهمن فُرسی (زادهٔ ۱۲ بهمن ۱۳۱۲ در تبریز) نویسنده، نمایش‌نامه‌نویس، ترانه‌سرا، شاعر و بازیگر ایرانی است.
او پس از رها کردن تحصیل و تجربهٔ مشاغل مختلف به استخدام دولت درآمد. فرسی داستان‌نویسی را در کنار نمایشنامه و نوشتن نقد در همان دوران جوانی آغاز کرد و به آن‌ها پرداخت.
وی از سال ۱۳۵۶ در لندن زندگی می‌کند و همچنان به فعالیت‌های خود در زمینهٔ ادبیات، نمایشنامه‌نویسی و تئاتر ادامه می‌دهد.
فُرسی اولین مجموعه داستان خود را در سال ۱۳۳۹ به چاپ رساند اما قبل از آن در نشریات مختلفی از‌جمله‌ ایران آباد، نگین، آشنا، چلنگر، اندیشه و هنر و در روزنامه‌های آژنگ و کیهان داستان‌هایی نوشته و منتشر کرده بود.
بهمن فُرسی در دبیرستان با جمشید لایق (از هنرمندان تئاتر، تلویزیون و سینما) بود و پیشنهاد تشکیل یک گروه تئاتری با علی نصیریان، فریدون فرخ‌زاد، مهدی فتحی و چند تن دیگر را داد که خود فُرسی مسئول انجمن هنری این گروه کوچک تا پایان دوره دبیرستان بود.فرسی از طریق همین جمع با داریوش مهرجویی آشنا شد و یکی از نقشهای اصلی فیلم پستچی ( نقش دامپزشک) را در سال ۱۳۵۱ ایفا کرد که علیرغم تحسین فراوان، بازیگری سینما را دنبال نکرد.
فُرسی را از اولین نویسندگان و نمایشنامه نویسان ابسورد ایران می‌دانند.

## زندگی و آثار
اولین داستانهای او در سالهای ۱۳۳۹ و اوایل دهه ۴۰ در مجلاتی  نظیر "ایران آباد" و کتاب هفته به چاپ رسیده‌اند. اولین کتاب او با نام "زیر دندان سگ"، (مجموعه داستان کوتاه) در سال ۱۳۴۳ در تهران انتشار یافته‌ است. از بهمن فرسی تاکنون بیش از ۱۲ نمایشنامه، پنج مجموعه داستان، پنج مجموعه شعر و یک رمان منتشر شده‌است. او همچنین در چند نمایشنامه و فیلم سینمایی از جمله پستچی و دایره مینا که هر دو به کارگردانی داریوش مهرجویی هستند، بازی کرده‌است.
از نمایشنامه‌های او گلدان، چوب زیر بغل، پله‌های یک نردبان، صدای شکستن، بهار و عروسک، سبز در سبز، موش، آرامسایشگاه، سقوط آزاد، هشت بعلاوهٔ یک، و هویت: مستعار را می‌توان نام برد. بهمن فرسی علاوه بر نمایشنامه، رمان شب یک، شب دو و چندین مجموعه داستان کوتاه را در حد فاصل سالهای ۱۳۴۳ تا ۱۳۸۶ منتشر کرده‌است.
بهمن فرسی را کسان بسیاری با انتشار و به روی صحنه آوردن هم‌زمان نمایشنامه‌اش «گلدان»، در سال ۱۳۴۰، آغازگر تئاتر پیشتاز ایران می‌دانند اما روند کار قلمی او در واقع از سال ۱۳۳۲، به صورت ژورنالیست در مجله فردوسی با نام مستعار «مفر» آغاز شده‌است. اشتغالش به ژورنالیسم حرفه‌ای، با وجود خواستار و دوستدار حی و حاضر، به علت دل‌زدگی خود او از کار مطبوعاتی بیس از شش هفت سال دوام نمی‌یابد. او پس از آن و تا امروز، در کنار پرداختن به مشاغل گوناگون غیرهنری و شبه‌هنری برای گذران زندگی، هنرمندی بوده‌است مستقل، آزاده، معترض، همواره فعال و در جستجوی «نو» و «دیگر». انتشار پنج دفتر شعر در کنار نگارش بیش از ده نمایشنامه و سفرنامه و تعداد زیادی نقد و بررسی، نمونه‌هایی از فهرست پرشمار آثار اوست. مردی که به گفته نادر نادرپور از بابت توش و توان پرداختن به هنرها، «هنرمندی از تبار همه فن‌حریفان رنسانسی» ست. برای فرسی از بابت گوناگونی هنرهایش همتایی نمی‌توان سراغ کرد. در هر نمایشنامه او می‌توان دستاوردی تازه یافت. او نمی‌تواند به عشق خودش، هنر تئاتر، بس کند؛ منظومه معروف شهریار را از ترکی به نظم فارسی برمی‌گرداند، پنج داستان شاهنامه را به تنهایی ویرایش، نثرنویسی، گویندگی، نقالی، نقش‌گویی می‌کند (که به صورت یک آلبوم شامل هفت سی‌دی در تهران و لندن تولید و منتشر شده‌است)، به سیاحت جهان می‌رود و مهر و نشانی نو از قالب سفرنامه‌نویسی در برابر می‌گذارد، برای داریوش مهرجویی در فیلم بازی می‌کند. برای اسماعیل شنگله در تئاتر تلویزیونی ظاهر می‌شود. برای تلویزیون واریته نوروزی ترتیب می‌دهد. پانزده نمایشگاه از کارهایش در زمینه هنرهای تجسمی در انگلیس و آمریکا و آلمان برگزار می‌کند و به تازگی هم با انتشار تازه‌ترین اثرش «آآآن»، بار دیگر پرداخته‌است به داستان مصور برای کودکان.
آثار بهمن فرسی را در مجموع می‌توان جزو ادبیات پوچی به‌شمار آورد. داستان‌هایش نشان از مدرنیسم و صورت گرایی نویسنده دارد و در بیشتر آنها وقایع داستان به تدریج شکل می‌گیرد و ساختاری دایره‌وار دارد. گرایش بهمن فرسی به موضوع‌ها و مضامینی است که طرح آنها نیازمند روایت خلاق تصویری است؛ کاری که او در آن مهارت دارد. زبان همۀ این آثار برگرفته از زبان عامیانه است. او را می‌توان نویسنده ادبیات خصوصی نامید زیرا در داستان‌هایش به زوایای خصوصی و عمدتاً جنسی شخصیت‌ها می‌پردازد و عقاید نامتعارفشان را فریاد می‌زند. شخصیت‌هایی شبه روشنفکر وازده و سرگردان اما سنت شکن و عاصی. نمایشنامه‌های فرسی هم مضامینی مشابه با داستان‌هایش دارد و بازیگران روشن‌فکر با روحیه ای عاصی به مفاهیمی مثل زندگی، راستی و دروغ، حقیقت و تقلب و سرگردانی آدمیان تنها و بی‌پناه و ناشاد می‌اندیشند.

## فهرست آثار مکتوب منتشر شده

### بازی (نمایش نامه)
- گلدان، ناشر نامه‌های سیاه، تهران، ۱۳۴۰/ چاپ دوم، ناشر کتاب نمونه، تهران ۱۳۴۸/نشر بیدگل، تهران (به همراه بهار و عروسک)
- چوب زیر بغل، ناشر نامه‌های سیاه، تهران، ۱۳۴۱/نشر بیدگل، تهران (به همراه دو ضرب در دو مساوی بی‌نهایت)
- پله‌های یک نردبان، ضمیمهٔ کتاب ماه شمارهٔ دو، ناشر: روزنامهٔ کیهان، تهران ۱۳۴۸/نشر بیدگل، تهران
- صدای شکستن، (دویست نسخه آپار برای نشر نامه‌های سیاه)، ناشر: مجلهٔ اندیشه و هنر، شماره ۱، کتاب ۷، تهران ۱۳۴۸/نشر بیدگل، تهران
- بهار و عروسک، (دویست نسخه آپار برای نشر نامه‌های سیاه)، ناشر: مجلهٔ اندیشه و هنر، شماره ۷، دوره ۵، تهران ۱۳۴۴
- دو ضرب در دو مساوی بی‌نهایت (ضمیمهٔ کتاب صدای شکستن)
- سبز در سبز بازی بدون حرف، (ضمیمهٔ کتاب بهار و عروسک) تهران ۱۳۴۴
- موش، نشر نامه‌های سیاه، تهران ۱۳۴۲/نشر بیدگل، تهران
- آرامسایشگاه، ناشر مرکز نشر سپهر، تهران ۲۵۳۶/نشر بیدگل، تهران
- سقوط آزاد، (هشت بازی کوتاه، چهار طرح نمایشی برای اجرای تلویزیونی، چهار قصه برای نمایش روحوضی) ناشر دفترخاک، لندن ۱۹۹۱
- هشت بعلاوهٔ یک، (مجموعهٔ بازی‌های چاپ و اجرا شده در ایران از ۱۳۴۰ تا ۱۳۵۷)، ناشر نشر قطره، تهران ۱۳۸۶
- هویت: مستعار، ناشر نامهٔ کانون نویسندگان، دفترنوزدهم، سوئد، استکهلم ۲۰۰۵
- خرده نسیان، ناشر بیدگل ۱۳۹۸ تهران
- مجموعه شاهنامه فردوسی که شامل نقالی-نقش گویی وبرخوانی است که توسط نشر موسیقی آوای باربد در ایران عرضه شده‌است

### رمان
شب یک، شب دو، ناشر سازمان چاپ و پخش پنجاه و یک، تهران ۱۳۵۳

### مجموعه‌داستان کوتاه
- زیر دندان سگ، مجموعه‌داستان کوتاه، ناشر نامه‌های سیاه، تهران ۱۳۴۳
- هفاایستوس، داستان مصور برای کودکان، ناشر کانون پرورش فکری کودکان و نوجوانان، تهران ۱۳۵۰
- دوازدهمی، مجموعهٔ داستان کوتاه، ناشر دفترخاک، لندن ۱۹۹۱
- نبات سیاه، مجموعهٔ داستان کوتاه، ناشر دفترخاک، لندن ۱۹۹۲
- غوررآپ غوررآپ، مجموعهٔ داستان کوتاه، نشرپامس، کُلن ۲۰۰۶

### جستار
- من‌ات به دنبال (یادداشت، خاطرات، ترجمه‌ها)، نشر بیدگل، تهران ۱۴۰۲ شمسی

### اشعار
- خودرنگ، (گزینهٔ شعر) ناشر دفترخاک، لندن ۱۹۹۳
- آوا درکاواک، (گزینهٔ شعر) ناشر دفترخاک، لندن ۱۹۹۳
- یک پوست یک استخوان، (گزینهٔ شعرهای کوتاه) ناشر دفترخاک، لندن ۱۹۹۴
- به تاریخ یکِ یکِ یک (و نامهٔ واصله) دو منظومهٔ نو، کتاب و سی دی با صدای شاعر) ناشر دفترخاک، لندن ۱۹۹۸
- سلام به حیدربابا (برگردان منظومهٔ معروف شهریار از ترکی به نظم فارسی) ناشر دفترخاک، لندن ۱۹۹۳

### بازیگری
- ۱۳۵۱ - پستچی (بازیگر)
- ۱۳۵۲ - رومئو و ژانت، بازی نوشتهٔ ژان آنوی، بازسازی شده به صورت تآتر تلویزیونی، به کارگردانی اسماعیل شنگله
- ۱۳۵۳ - دایره مینا (بازیگر)
- ۱۳۵۴ - دو ضرب در دو مساوی بی‌نهایت (بازسازی متن تئاتری برای اجرای تلویزیونی) در تلویزیون ملی ایران، با بازیگری بهمن فرسی و پریوش قدسی، کارگردان فنی: محمود محمد یوسف